# Alfred Schneider (Jurist, 1907)

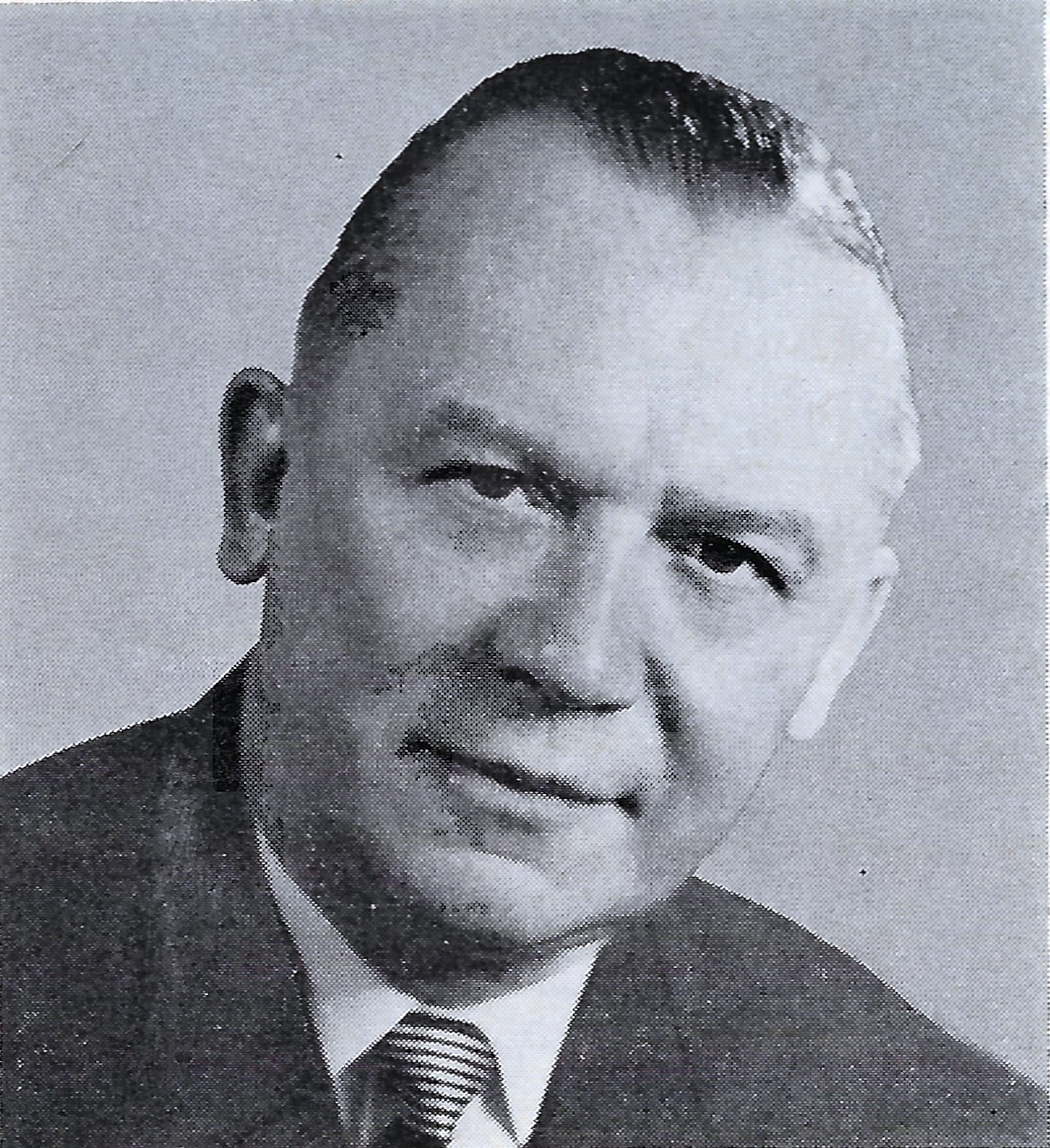
Alfred Schneider, 1968

Alfred Schneider (* 2. September 1907 in Zeiselwitz; † 20. März 1994) war ein deutscher Jurist, gehörte den NS-Sondergerichten an und war Politiker der SPD sowie Abgeordneter des Hessischen Landtags.

## Ausbildung und Beruf
Alfred Schneider besuchte Volksschule und Gymnasium in Neustadt und studierte 1927 bis 1931 Rechts- und Staatswissenschaften in Breslau und München. Im Jahr 1931 wurde er Gerichtsreferendar und 1934 Gerichtsassessor und Hilfsrichter. 1939 wurde er Amtsgerichtsrat in Oppeln. Ab 3. April 1940 war er beisitzender Richter am Sondergericht Oppeln; die Bestellung wurde jedoch (aus bisher unbekannten Gründen) vom Breslauer Oberlandesgerichtspräsident schon am 8. Juni 1940 widerrufen.
Im Februar 1946 war Schneider Amtsgerichtsrat in Bayern und später 1946 in Dillenburg.

## Politik
Zum 1. Mai 1937 trat Schneider in die NSDAP ein.
Alfred Schneider war nach dem Zweiten Weltkrieg Mitglied der SPD und in seiner Partei in verschiedenen Vorstandsämtern, unter anderem im Kreisvorstand der SPD des Dillkreises. Seit 1948 war er Mitglied des Kreistages und zweiter Kreisdeputierter. Bei der Landtagswahl in Hessen 1950 wurde er in den Landtag gewählt, dem er eine Wahlperiode lang angehörte. In der Zeit von 1952 bis 1973 als Landrat des Oberlahnkreises war er mitverantwortlich, Anfang der 1970er Jahre die Zusammenschlüsse der kreisangehörigen Gemeinden im Zuge der Gebietsreform in Hessen zu vollziehen. Am 17. Juli 1954 gehörte er der zweiten Bundesversammlung an.

## Sonstige Ämter
Alfred Schneider war einige Jahre Landesvorsitzender des Volksbundes Deutsche Kriegsgräberfürsorge. In den Jahren 1963 bis 1967 sowie 1971 bis 1973 war er Vizepräsident, 1967 bis 1971 Präsident des Hessischen Sparkassen- und Giro Verbandes. In den Jahren 1967 bis 1971 war er Verwaltungsratsvorsitzender der Hessischen Landesbank Girozentrale (Helaba).